# Heliodor Jan Stanisław Skórzewski
Heliodor Jan Stanisław Skórzewski herbu Drogosław (ur. 6 maja 1792, zm. 24 października 1858) – polski wojskowy i publicysta, pruski hrabia i szambelan.
Urodził się 6 maja 1792 r. w Margońskiej Wsi z Fryderyka i Antoniny z Garczyńskich. Kształcił się w szkole pijarów w Warszawie, a następnie w szkole artylerii w Dreźnie. 
Służbę wojskową odbył w 15 pułku piechoty, gdzie dosłużył się stopnia podporucznika, został adiutantem gen. Stanisława Fiszera, a następnie księcia Józefa Poniatowskiego. Wysławił się podczas kampanii 1812 roku pod Smoleńskiem przewożąc rozkazy do pułkownika Kurcyusza (odznaczony Krzyżem Złotym Orderu Virtuti Militari). Walczył następnie pod Możajskiem, Tarutyną, Małym Jarosławiemi nad Berezyną. Za kampanię wojenną 1813 odznaczony krzyżami kawalerskimi francuskiego orderu Legii Honorowej i neapolitańskiego Orderu Obojga Sycylii. Ciężko ranny 16 października 1813 r. w bitwie pod Lipskiem, leczył się dwa lata we Włoszech, po czym powrócił w rodzinne strony.
12 czerwca 1826 r. poślubił Emilię Goetzendorf Grabowską z Grylewa. Wziął udział w Powstaniu listopadowym. W roku 1837 sprzedał Margońską Wieś niemieckiemu bankierowi Ludwikowi Lessingowi, a sam zamieszkał w pobliskim Próchnowie, a następnie w Zaniemyślu.
Od roku 1841 deputowany do sejmu krajowego. Na sejmie VI kadencji w 1843 roku złożył petycję w sprawie zamiany kary śmierci i długoletniego więzienia na deportację (w tym celu miano zakupić wyspę). W roku 1848 na sejmie w Berlinie głosował przeciw włączeniu Wielkopolski do Związku Niemieckiego. Na sejmie krajowym w 1841 roku dzierżył laskę wicemarszałka.
Podczas Powstania wielkopolskiego 1848 roku, działał na rzecz tego powstania na terenie powiatu chodzieskiego, doprowadzając do zorganizowania władzy polskiej w powiecie - Komitetu Powiatowego.
Należał do współzałożycieli, założonego w 1857 Towarzystwa Przyjaciół Nauk w Poznaniu (pełnił funkcję skarbnika) oraz "Dziennika Poznańskiego".
Zmarł 24 października 1858 r. w Poznaniu.